# Копані (Покровський район)
Ко́пані — село Добропільської міської громади Покровського району Донецької області, Україна.

## Історія
Село засноване в 1907році на землях меноніта Діка. Місцевість була болотиста. багато копанок і поселення назвали Копані. Першими поселянами були брати Карп і Кузьма Могили (батько Антон), Микола Жолоб, Гаврило Хилько, які орендували землю у меноніта Діка.
7 (20) листопада 1917 року, відповідно до Третього Універсалу Української Центральної Ради, увійшло до складу Української Народної Республіки.
Після жовтневого перевороту 1917 року, землевласник Дік, залишивши землі, втік з України. Перші поселенці господарювали спочатку одноосібно, а в 1929 році організували невеликі артілі. Заможні селяни, такі як брати Карпо і Кузьма Могили, Яким Кизименко та Кузьма Сліпченко в артіль не вступили і між ними та мешканцями села Копані виникли сварки, незадоволення, підпали. У 1930 році родини Карпа і Кузьми Могили були розкуркулені і вислані в послання.
В 1932 році артілі сіл Копані і Новоукраїнки об''єдналися у колгосп, ім'я якому дали «6-й з'їзд Рад» з центром у селі Копані. А з часом цей колгосп об'єднався з колгоспом імені Ватутіна, назву якому залишили імені Ватутіна з центром в селищі Святогорівка.
На території села Копані ніяких будівель соціально-культурного та господарського призначення не було. Контора колгоспу, магазин перебували в житловому будинку Карпа Антоновича Могили. Ковальня, комора та інші об'єкти знаходилися в приміщеннях колишнього поміщика.
Станом на 01 січня 2001 року в селі Копані було 99 дворів, в яких мешкали 190 чоловік.

## Населення

### Мова
Розподіл населення за рідною мовою за даними перепису 2001 року:
| Мова            | Кількість | Відсоток |
| --------------- | --------- | -------- |
| українська      | 193       | 86.94%   |
| російська       | 27        | 12.16%   |
| білоруська      | 1         | 0.45%    |
| інші/не вказали | 1         | 0.45%    |
| Усього          | 222       | 100%     |

## Знакові люди
- Циба Никифор Іванович — нагороджений орденом В. І. Леніна.
- Ясько Ірина Максимівна — нагороджена орденом В. І. Леніна.